# Thom Gunn
Thomson William Gunn (ur. 29 sierpnia 1929 w Gravesend, Kent, zm. 25 kwietnia 2004 w San Francisco, USA), poeta brytyjski.
Studiował literaturę angielską w Trinity College na Uniwersytecie Cambridge (ukończył studia w 1953). W 1954, Gunn wyemigrował do Stanów żeby wykładać literaturę na Stanford University i pozostać blisko partnera, Mike'a Kitaya, którego poznał na studiach. Gunn i Kitay mieszkali razem do śmierci Gunna. Na Stanfordzie wykładał zajęcia "The Occasions of Poetry". Gunn wykładał na University of California at Berkeley od 1958 do 1966 i od 1973 do 2000.
Współtwórca grupy poetyckiej The Movement (razem m.in. z Kingsleyem Amisem i Philipem Larkinem).
Autor około 30 książek, w tym kilkudziesięciu zbiorów poezji. Niektóre z nich:
- Fighting Terms (1954)
- The Sense of Movement (1957; nagroda Somerset Maugham Award w 1959)
- My Sad Captains (1961)
- Touch (1967)
- Moly (1971)
- To the Air (1974)
- Jack Straw's Castle (1976)
- The Passages of Joy (1982)
- The Man with Night Sweats (1992)
- Boss Cupid (2000)